# メルパチ・ヌサンタラ航空8968便墜落事故
メルパチ・ヌサンタラ航空8968便墜落事故（メルパチ・ヌサンタラこうくう8968びんついらくじこ）とは、2011年5月7日にメルパチ・ヌサンタラ航空8968便がインドネシア東部の西パプア州にある空港への着陸直前に海面へ墜落した航空事故である。 乗員6名と乗客19名の全員が死亡した。

## 事故の経過
2011年5月7日12:50（現地時間）、メルパチ・ヌサンタラ航空（英：Merpati Nusantara Airlines）8968便は、西パプア州のソロン空港を離陸し、同カイマナ空港に向かった。到着予定時刻は13:54だった。13:25に視程3〜8km、積乱雲、雲底1,500フィート (460 m)との気象通報を受ける。同便は着陸進入を行う前に15分間空中待機した。13時50分に乗組員がもう一度気象条件を要求すると、視程は2,000メートルだがタワーから滑走路01の滑走路端が見えると回答された。8968便は14:00にカイマナ空港に最終進入した。同便は着陸復行中に滑走路手前約500mの海面に墜落し、その衝撃で爆発した。その際少なくとも2片に壊れて約30mの海底に沈んだ。

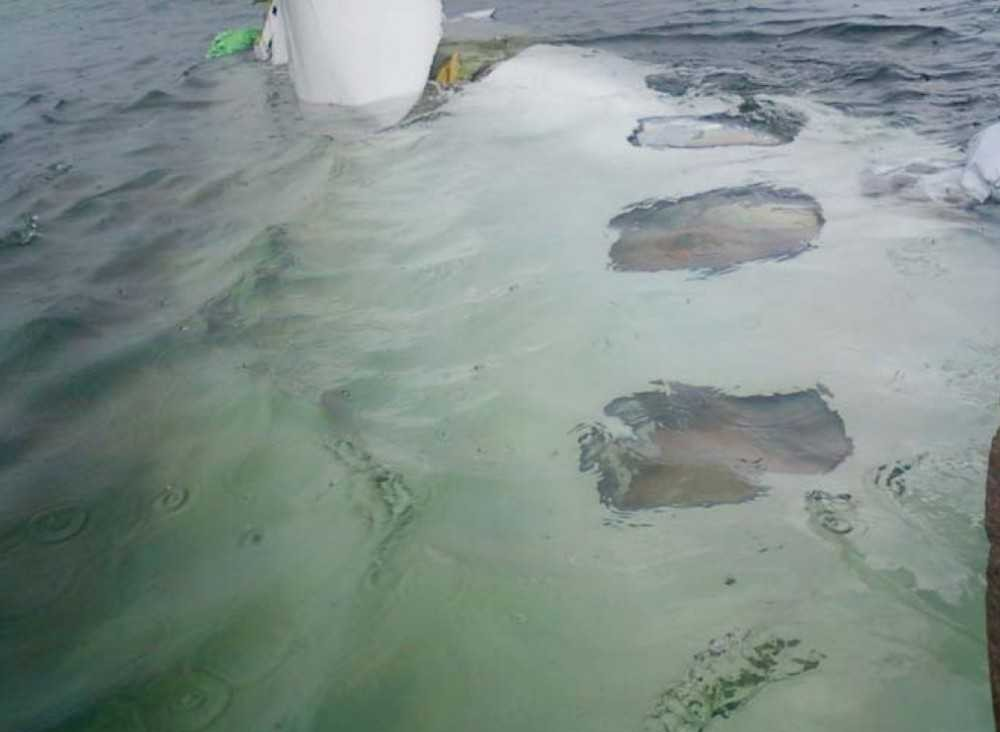
海面に浮かぶ事故機の残骸

同機には乗客19人、パイロット2人、客室乗務員2人、エンジニア2人、の合計25人が搭乗していたが全員が死亡した。乗客のうち乳児1人を含む12歳以下の子どもは3人だった。15∼18の遺体は墜落後まだ機内に残されており、直後に海軍のダイバー10名により回収された。
機体は、西安飛機工業公司が2010年10月に製造したXian MA60（機体番号：PK-MZK）で、事故までの累計飛行時間は615時間だった。

## 事故後
航空機のフライトレコーダーは、強い海流の流れの影響で海底での探索に時間を要したが、5月9日に回収された。レコーダーの内容は中国語で暗号化されていたため、解読のために中国へ送られた。
5月10日、メルパチ・ヌサンタラ航空の社長（Sardjono Jhony Tjitrokusumo）は、墜落が航空会社に原因がある場合は辞職することを申し出た。
5月13日、インドネシア政府はメルパチ・ヌサンタラ航空に対し、保有する全12機のMA60の安全点検を行なうよう命じた 。
2012年5月、インドネシアの国立輸送安全委員会（NTSC）は、最終報告を公表した。墜落の主要な原因はパイロットの操縦ミスによるもので、パイロットが着陸を中止する際に11度のバンク角で進入し、38度という過度に高いバンク角まで上昇させて左へ急旋回し、その後手順に従わずにフラップを作動させ、急速に機体の高度を落としたことが墜落につながったと結論付けた。